# 488

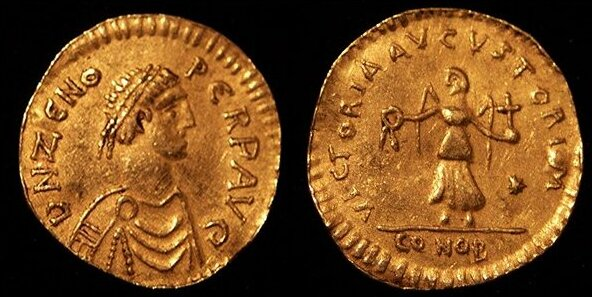
Tremissis (munteenheid) van keizer Zeno

Het jaar 488 is het 88e jaar in de 5e eeuw volgens de christelijke jaartelling.

## Gebeurtenissen

### Klein-Azië
- Keizer Zeno herstelt zijn machtspositie in Constantinopel. De Byzantijns usurpator Leontios I en zijn handlanger Illus worden in Cilicië (huidige Turkije) definitief verslagen. Ze worden gevangengenomen en later in het openbaar geëxecuteerd.
- Zeno geeft Theoderik de Grote, koning van de Ostrogoten, opdracht om Italië binnen te vallen en het bewind van Odoaker omver te werpen.

### Brittannië
- Oisc van Kent volgt zijn vader Hengist op als koning van de Angelsaksen. Hij regeert over het koninkrijk Kent (Zuidoost-Engeland).

### Armenië
- De Constitutie van Aguen wordt opgesteld in opdracht van Vachagan III de Vrome, laatste koning van Kaukasisch Albanië. De constitutie heeft tot doel geschillen tussen de drie standen van het koninkrijk – kerk, adel en burgers – te beslechten.

### Europa
- Koning Clovis I trekt vanaf Soissons (Noord-Gallië) naar het oosten tot aan de Rijn. De Salische- en Ripuarische Franken worden onderworpen. Chararik, Frankisch stamvorst, wordt met zijn zoons kaalgeschoren en vermoord (onthoofding).
- De Gepiden vestigen zich in Pannonië en veroveren Belgrado (Servië).

### Perzië
- Kavad I (r. 488-531) wordt door de adel gekroond en volgt zijn blinde oom Valash op als koning van het Perzische Rijk. Hij voert tijdens zijn bewind sociaal religieuze hervormingen door en begint met de onderwerping van de Mazdakieten.

### Japan
- Ninken (r. 488-498), geadopteerde zoon van Seinei, volgt zijn broer Kenzo op als de 24e keizer van Japan.

## Overleden
- Chararik, Frankisch vorst (waarschijnlijke datum)
- Hengist, Angelsaksisch koning van Kent
- Leontios I, Byzantijns keizer en usurpator
- Valash, koning van de Sassaniden (Perzië)